# Famille d'Érigone
La famille d'Érigone est une famille d'astéroïdes de type C. Elle est nommée d'après son membre le plus grand (163) Érigone. Cette famille est distincte de la famille de Martes qui est dynamiquement distincte, mais ces deux familles auraient le même âge, donc la même origine[réf. nécessaire], une collision qui se serait produite il y a 280 million d'années.
quelques membres :
- (163) Érigone
- (933) Susi
- (993) Moultona
- (1448) Lindbladia
- (52246) Donaldjohanson